# Петър Димитров (кмет на Дупница)
 Тази статия е за кмета на Дупница.  За други значения вижте Петър Димитров.  
Петър Годжов Димитров е български либерал, кмет на Дупница.

## Биография
Петър Димитров е роден през 1858 година в Сърбиново, тогава в Османската империя. Занимава се с чиновничество и лихварство и е член на Прогресивнолибералната партия на Драган Цанков. Избран е за кмет на Дупница през 1901 година и управлява до 1903 година. Умира през 1942 година.